# Francs Borains
Royal Francs Borains es un club de fútbol belga de Boussu-Bois en la provincia de Henao. El club está afiliado a la Real Asociación Belga de Fútbol con el número de matrícula 5192 y tiene el verde y blanco como los colores del club. El club juega en la Segunda División de Bélgica.
El club es una continuación del club Boussu Dour Borinage, que jugó bajo el número de matrícula 167. Sin embargo, Francs Borains ha estado jugando bajo el número de matrícula 5192, que anteriormente pertenecía al Charleroi Fleurus, desde 2014.

## Historia
En 1922 se fundó el club de fútbol RSC Boussu-Bois en Boussu; se le asignó la matrícula 167 cuando se introdujeron las mismas en 1926. RSC Boussu-Bois jugó ocasionalmente en la división nacional. En la década de 1980, después de una fusión, el nombre se cambió a R. Francs Borains. En 2008, el nombre se cambió a Boussu Dour Borinage. Sin embargo, el club experimentó dificultades financieras en los años siguientes y fue difícil obtener una licencia.
En 2014, Boussu Dour fue abordado por RFC Sérésien, un club de Primera Provincial de Lieja con el número de matrícula 23, que había sido adquirido por el equipo francés de segunda división FC Metz. El RFC Sérésien quería ascender más rápidamente de lo que la ruta deportiva le permitía y buscaba un número de matrícula de un club de una división superior para poder jugar algunos niveles más altos de inmediato. Boussu Dour estaba dispuesto a entregar su matrícula 167, con la condición de encontrar otra matrícula para seguir disputando las divisiones nacionales y mantener su equipo juvenil en el Nacional Juvenil.
Lo encontraron con Roberto Leone, que poseía la matrícula n.º 5192 del Charleroi Fleurus en Tercera División y el número 94 del FC Charleroi en Cuarta División. Ambas matrículas estuvieron involucradas varias veces en una fusión o un movimiento en los últimos años. El número 5192 fue creado en 1949 como SC Lambusart , en 1978 el club de fusión SC Lambusart-Fleurus y en 2002 RJS Heppignies-Lambusart-Fleurus, para ser adquirido en 2013 por los propietarios del FC Charleroi, creado a su vez a partir de RACS Couillet. Llevaron a su primer equipo a la matrícula número 5192 de Tercera División como Charleroi Fleurus; su matrícula restante n.º 94 siguió jugando en la Cuarta División.
Leone quería desvincularse del fútbol y se deshizo de sus matrícula. Se llegó a un acuerdo con Boussu Dour Borinage, que se haría cargo de la matrícula 5192 y así mantendría su trabajo en Nacional con los juveniles. La matrícula número 94 albergaría un nuevo club en la región alrededor de Charleroi, y se fusionaría administrativamente con la número 23 de RFC Sérésien para adquirir su licencia en Juvenil nacional.  Boussu Dour dejó su propia matrícula n.º 167 a Seraing United.
Boussu Dour bajo la nueva matrícula 5192 tomó el antiguo nombre de Francs Borains. Dado que la matrícula 5192 acababa de ser relegado como Charleroi Fleurus, Francs Borains comenzó en la Cuarta División en 2014. El club terminó inmediatamente segundo en la Cuarta División y, por lo tanto, se clasificó para el play-off final, pero perdió en la primera ronda por penaltis contra el KSC City Pirates. En la segunda temporada el club terminó duodécimo y tuvo que descender a Tercera División Aficionada debido a las reformas del sistema del fútbol belga. En la primera temporada terminó tercero a un punto del campeón RWDM, pero perdió en el play-off ante RRC Mormont, pero en la segunda temporada el club logró el éxito en la ronda final al vencer al RFC Tournai y Jeunesse Aischoise.
A principios de 2020 se anunció que el Francs Borains había entablado conversaciones con Royal Albert Quévy-Mons, propietario del RAEC Mons. Sin embargo, una fusión con el objetivo de formar un importante club de fútbol de la región de Mons y el Borinage no fue bien recibida tanto por los seguidores de Francs Borains como por los de RAEC Mons. Los planes de fusión estaban en una etapa avanzada, pero el 11 de abril de 2020, Francs Borains los canceló. 
El año 2020 fue un año especial para Francs Borains desde el punto de vista deportivo. Debido a la pandemia de COVID-19, la Asociación Belga de Fútbol decidió el 27 de marzo de 2020 detener todas las competiciones y determinar la clasificación final. El club del Borinage disputó 24 partidos en Segunda División Aficionada y terminó con 52 puntos en primer lugar, lo que le daba el ascenso a Primera División Aficionada.
El 24 de abril de 2020, el líder del partido político Movimiento Reformador, Georges-Louis Bouchez, fue nombrado presidente de Francs Borains.
Después de dos temporadas, terminó en un desempate para evitar el descenso de la máxima categoría amateur, pero debido a que Excel Mouscron no tenía licencia para el fútbol profesional y fue derivado a Segunda División, Francs Borains se mantuvo en División Nacional 1.
En la temporada 2022/23 termina en tercera posición con 77 puntos lo que le vale el ascenso a la Segunda División por la ampliación de la categoría.

## Resultados
| Temporada | Nivel | Nivel | Nivel | Nivel | Nivel | Nivel | Nivel | Nivel | Nivel | División                                                 | Puntos                                                   | Observaciones                                                                                     |
|           | I     | I     | II    | III   | IV    | P.I   | P.II  | P.III | P.IV  |                                                          |                                                          |                                                                                                   |
| --------- | ----- | ----- | ----- | ----- | ----- | ----- | ----- | ----- | ----- | -------------------------------------------------------- | -------------------------------------------------------- | ------------------------------------------------------------------------------------------------- |
| 2014/15   |       |       |       |       | 2     |       |       |       |       | Cuarta División B                                        | 60                                                       | Derrota en play-off de ascenso contra SC City Pirates Antwerpen                                   |
| 2015/16   |       |       |       |       | 12    |       |       |       |       | Cuarta División B                                        | 33                                                       |                                                                                                   |
|           | 1A    | 1B    | 1Am   | 2Am   | 3Am   | P.I   | P.II  | P.III | P.IV  | Desde 2016-17 hay 3 categorías nacionales y 2 regionales | Desde 2016-17 hay 3 categorías nacionales y 2 regionales | Desde 2016-17 hay 3 categorías nacionales y 2 regionales                                          |
| 2016/17   |       |       |       |       | 3     |       |       |       |       | Tercera División Aficionada                              | 60                                                       | Derrota en play-off contra RRC Mormont                                                            |
| 2017/18   |       |       |       |       | 2     |       |       |       |       | Tercera División Aficionada                              | 66                                                       | Gana el play-off y asciende                                                                       |
| 2018/19   |       |       |       | 4     |       |       |       |       |       | Segunda División Aficionada                              | 52                                                       | Derrota en play-off de ascenso contra URSL Visé                                                   |
| 2019/20   |       |       |       | 1     |       |       |       |       |       | Segunda División Aficionada                              | 52                                                       | Competición cancelada por COVID-19, se le asciende                                                |
| 2020/21   |       |       |       |       |       |       |       |       |       | División Nacional 1                                      |                                                          | La competencia se detuvo debido a la pandemia de covid-19                                         |
| 2021/22   |       |       | 13    |       |       |       |       |       |       | División Nacional 1                                      | 32                                                       | Evita jugar eliminatoria de permanencia porque Excel Mouscron no recibió una licencia profesional |
| 2022/23   |       |       | 3     |       |       |       |       |       |       | División Nacional 1                                      | 77                                                       | Ascenso                                                                                           |
| 2023/24   |       | 14    |       |       |       |       |       |       |       | Segunda División                                         | 32                                                       |                                                                                                   |
| 2024/25   |       | 12    |       |       |       |       |       |       |       | Segunda División                                         | 28                                                       |                                                                                                   |